# Canadian Vickers Vedette

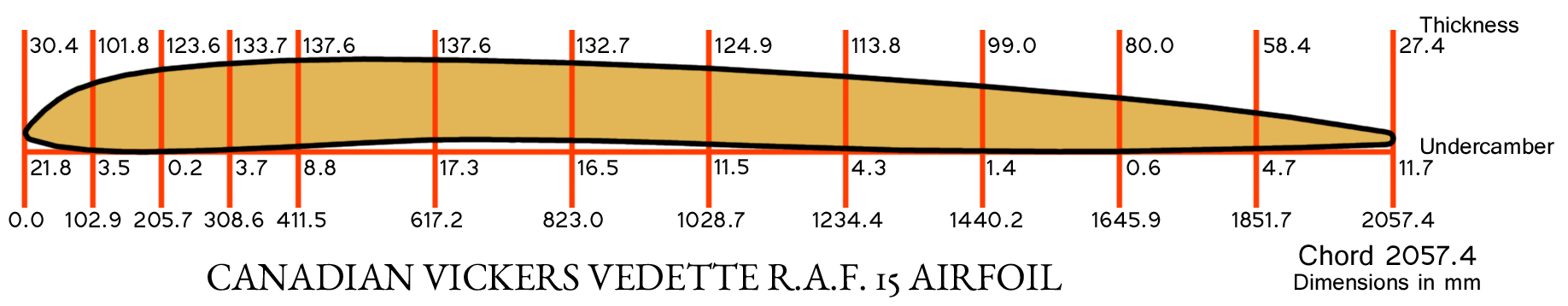
R.A.F. 15

Il Canadian Vickers Vedette fu un idrovolante da ricognizione e trasporto biplano biposto sviluppato dall'azienda aeronautica canadese Canadian Vickers Limited negli anni venti del XX secolo, e prodotto in serie per la Royal Canadian Air Force.

## Storia del progetto

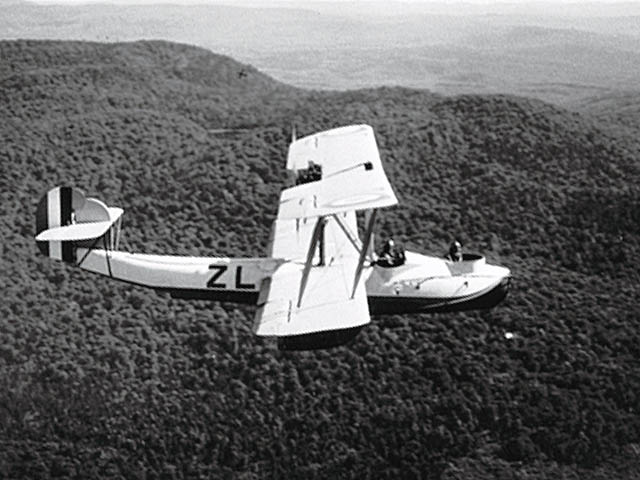
Un Canadian Vickers Vedette in volo.

All'inizio del 1924 l'ingegnere Reginald K. Pierson, capo progettista delle ditta inglese Vickers, realizzò il progetto preliminare per un idrovolante biplano da trasporto, monomotore, bi/triposto, che fu designato Vedette.  Il progetto fu trasferito all'ufficio tecnico della Canadian Vickers Limited, che aveva sede a Longueuil, nel Québec, e fu appositamente assunto un nuovo capo progettista, Wilfrid Thomas Reid, proveniente dalla Bristol Aeroplane Company. In quel periodo la ditta era impegnata nella produzione su licenza di un lotto di sei Viking Mk.IV, ordinati nel 1922 dal Laurentide Air Service di Montreal.
Reid arrivò in Canada nella seconda metà del giugno 1924, insieme ai piani dell'aereo, iniziando subito la progettazione in dettaglio e la costruzione di un modello per la galleria del vento e della parte anteriore dello scafo del prototipo. In quel periodo le operazioni del Laurentide Air Service erano state ridotte di molto, ma il modello suscitò l'interesse della Royal Canadian Air Force, che emise un requisito per l'acquisto di un velivolo idrovolante da sorveglianza forestale e pattugliamento antincendio.
Fu ordinata la costruzione di un prototipo, denominato Vedette Mk.I, che doveva essere completato nel mese di ottobre. Il prototipo fu completato il 4 ottobre, ed andò in volo per la prima volta esattamente un mese dopo, il 4 novembre, nelle mani del Fl. Off. William Noble Plenderleith con risultati positivi, anche se fu richiesta la modifica al bilanciamento degli alettoni prima di effettuare un nuovo collaudo.
L'aereo era equipaggiato con un propulsore Rolls Royce Falcon III 200 hp (150 kW), che fu sostituito da un radiale Wolseley Viper da 200 hp; il prototipo andò nuovamente in volo nelle mani di Plenderleith il 22 novembre, con il Flight Leutnant A. L. Johnson come osservatore. Il 2 dicembre l'aereo andò in volo con ai comandi lo Sqn. Leader. B.D. Hobbs e il segretario di stato all'aeronautica J. A. Wilson come passeggero.
In vista della ripresa dei collaudi, al posto del motore Viper venne installato un radiale Wright J-4 Whirlwind da 200 hp. e così riequipaggiato durante l'inverno, il prototipo andò nuovamente in volo il 9 maggio 1925 con Hobbs ai comandi, e il Ministro della Difesa Nazionale, E.M. MacDonald, sua moglie e altri dignitari come spettatori. L'aereo entrò poi subito in servizio nella RCAF dotato di propulsore Armstrong Siddeley Lynx da 215 hp (160 kW) al fine di valutarne le prestazioni, ed al termine dei collaudi fu deciso di avviare la produzione in serie della versione Mk.II.

## Descrizione tecnica

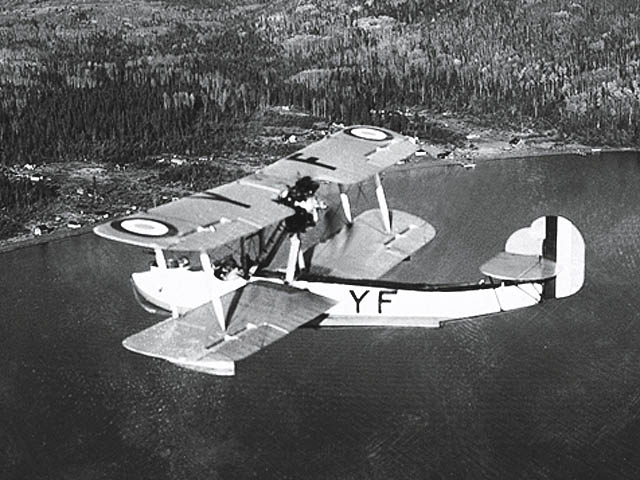
Un Vedette Mk.II, matricola YF.

Il Canadian Vickers Vedette era un idrovolante dall'impostazione, per l'epoca, classica: configurazione a scafo centrale, monomotore biplano. Lo scafo centrale era realizzato in legno di cedro e olmo e fungeva da fusoliera, la cui parte superiore era rivestita in tela. 
La configurazione alare era biplana, con le ali dritte e di apertura diseguale costruite in legno, rivestite in compensato e tela. Le due ali erano collegate tra loro con quattro coppie di montanti, rinforzati da cavi d'acciaio, la superiore montata alta a parasole e l'inferiore bassa sulla fusoliera. Quest'ultima ospitava in posizione inferiore la coppia di galleggianti stabilizzatori. L'impennaggio di coda, realizzato in tubi d'acciaio rivestiti in tela, era del tipo classico monoderiva, dotato di piani orizzontali controventati.
La propulsione era assicurata da un propulsore radiale Armstrong Siddeley Lynx IV a 7 cilindri raffreddati ad aria, erogante la potenza di 187 hp (139 kW), posto in posizione spingente e posizionato in una gondola tra le due ali, ed azionante un'elica bipala lignea.
I tre membri dell'equipaggio erano posizionati in due abitacoli aperti disposti in tandem, davanti all'ala.

## Impiego operativo
Il primo esemplare di produzione (c/n 31, matricola G-CAFF) venne acquistato dalla Fairchild Aerial Surveys prima che iniziasse a progettare un proprio velivolo di tipo omonimo. La maggior parte della produzione fu acquisita dalla Royal Canadian Air Force, che ne ricevette 45 esemplari a partire dal 1926; il modello si dimostrò molto versatile, divenendo popolare tra gli aviatori anche se emersero alcuni problemi allo scafo, che richiedeva una manutenzione costante.
I Vedette compirono in maniera ottimale missioni di ricognizione fotografica e pattugliamento delle foreste, divenendo la spina dorsale delle operazioni di volo della RCAF durante gli anni tra le due guerre mondiali, quando il bilancio della forza aerea era molto ridotto. Con questo tipo di aereo venne avviata una mappatura fotografica aerea del paese, da costa a costa, necessaria a coprire le vaste aree del paese non ancora rilevate. Queste missioni durarono fino allo scoppio della seconda guerra mondiale e furono poi completate al termine del conflitto usando velivoli più moderni. I Vedette vennero utilizzate anche in missioni di protezione della pesca e per il pattugliamento anticontrabbando, sia dalla RCAF che dalla Western Canada Airways, distinguendosi anche in missioni di soccorso. Un uso improprio da parte degli aviatori della RCAF fu quello della caccia aerea alle oche, che durò fino a quando un pilota non venne colpito da uno di questi volatili.

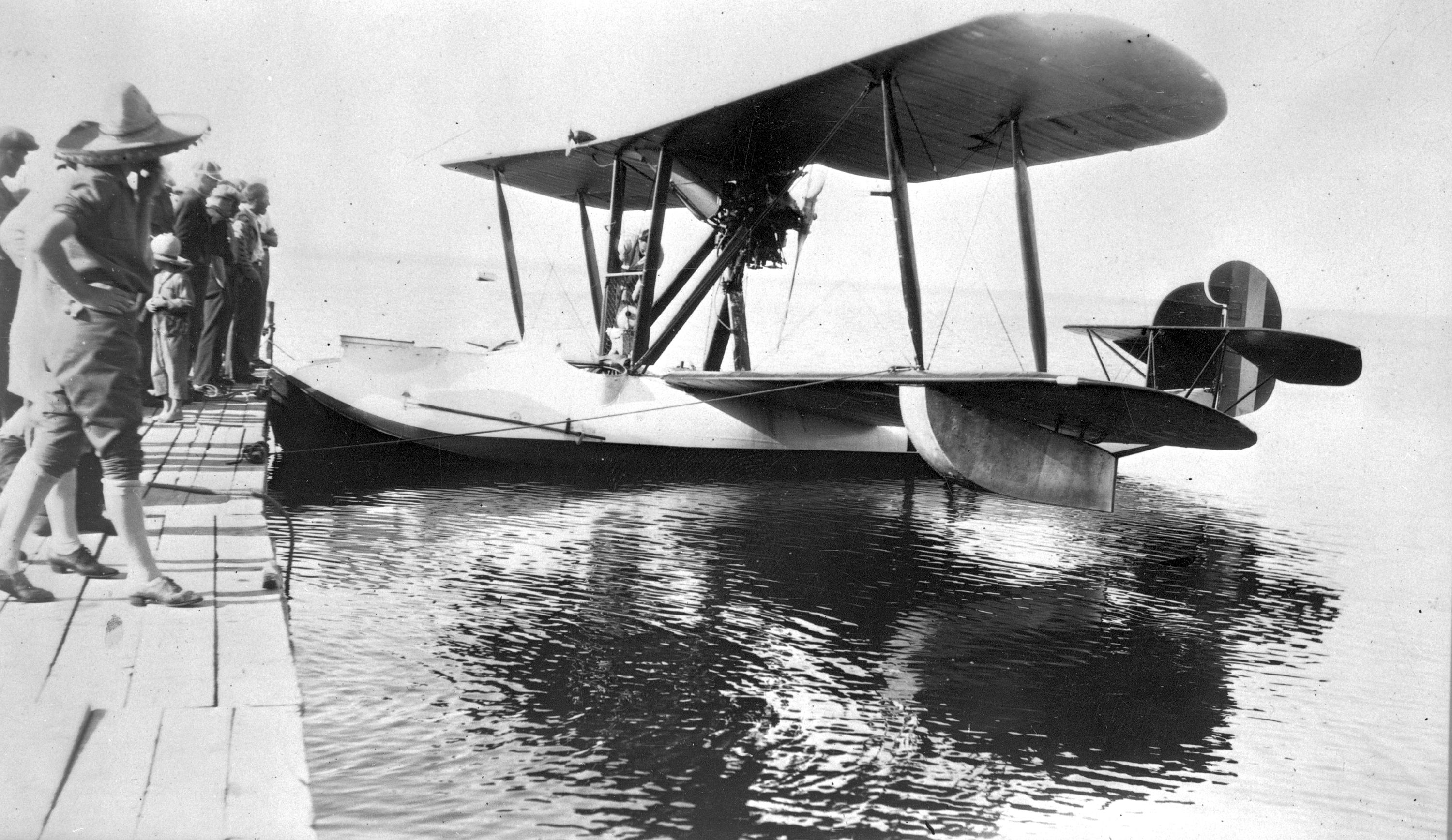
Un Vedette ormeggiato lungo le sponde del lago Cold.

Nel 1927 un ricco americano, James Dalzell McKee, acquistò due Vedette, matricole G-CAGA e G-CAGB, con l'intenzione di compiere una spedizione nell'Artico canadese insieme al suo Douglas MO-2BS, propulso da un motore Pratt & Whitney Wasp. Sfortunatamente, il 9 giugno dello stesso anno, McKee rimase ucciso quando il Vedette G-CAGB effettuò un atterraggio d'emergenza su una superficie ghiacciata a Lac La Peche in Québec. Il previsto viaggio fu inevitabilmente cancellato.
Il primo pilota canadese ad entrare a far parte del Caterpillar Club, lanciandosi da un aereo con il paracadute, fu C.S. "Jack" Caldwell; il 17 maggio 1929, mentre stava collaudando l'aereo matricola G-CYZF presso la fabbrica della Canadian Vickers, quest'ultimo entrò in una rotazione divenuta incontrollabile dopo che il motore si ruppe.  Caldwell si lanciò con successo sul fiume San Lorenzo. Allo scoppio della seconda guerra mondiale sia il prototipo che i 18 esemplari della versione Mk.II erano già stati radiati dal servizio, mentre erano disponibili i 13 Vedette Mk.V, gli 11 Mk.Va, e l'unico Mk.Vam in forza al No.4 Squadron (BR) RCAF sulla base di Vancouver. In seguito gli aerei furono trasferiti alla Seaplane and Bomber Reconnaissance Training School (poi ridenominata No.13 OT Squadron), venendo utilizzati fino al maggio 1941.  Di questi ultimi sopravvissero al conflitto 7 Vedette Mk.Va e l' Mk.VI.
Oltre che dalla RCAF, il modello venne ampiamente utilizzato dai governi regionali dell'Ontario, del Manitoba e del Saskatchewan per la scoperta degli incendi boschivi nelle aree di loro competenza.

### L'impiego in Cile
La Canadian Vickers Ltd. vendette sei Vedette Mk.V in versione anfibia, dotati di carrello d'atterraggio azionato meccanicamente, equipaggiati con propulsore Wright J-5 al Cile. Gli aerei entrarono in servizio con la locale aviazione sulla base di Puerto Montt, (che si trova su un'insenatura al largo della costa del Pacifico) in forza all'Escuadrilla de Anfibios N° 1, venendo usati per effettuare il collegamento aereo da lì alla capitale Santiago. Si trattava di un volo di 916 km (569 mi) lungo la costa. Uno dei Vedette andò perso a causa dei venti scatenati da un uragano con la morte dei due aviatori, periti quando l'aereo si rovesciò mentre era in acqua.

## Versioni
- Vedette Mk.I: un prototipo con motore Wright J-4 acquistato dalla RCAF nel 1925.
- Vedette Mk.II: prima versione di serie con motori Armstrong Siddeley Lynx IV da 210 hp, cabina di pilotaggio ampliata, alettoni modificati, timone verticale di dimensioni più ridotte,  costruita in 18 esemplari per la RCAF.[3] Primo volo il 6 maggio 1926.
- Vedette Mk.III: nota anche come Transportation Vedette, era una prevista versione di serie destinata al mercato del trasporto aereo civile, dotata di cabina di pilotaggi chiusa per un pilota e due passeggeri, bagagliaio tra il pilota e i passeggeri, divisi tra di loro da un pannello di vetro. Nonostante fosse previsto che l'ultimo velivolo del lotto Mk.II dovesse essere completato in questo modo, tale versione non fu mai realizzata.
- Vedette Mk.IV: prevista versione di serie, dotata di cabina di pilotaggio chiusa, non realizzata.
- Vedette Mk.V: seconda versione di serie, anfibia, costruita in 13 esemplari, dotata di peso a pieno carico più elevato, e montanti interalari in tubo d'acciaio.[N 9] Primo volo l'11 luglio 1928.
- Vedette Mk.Va: terza versione di serie, realizzata in 11 esemplari, dotata di alette Handley Page. Primo volo febbraio 1928.
- Vedette Mk.Vam: un esemplare (c/n 123/170) con scafo metallico, realizzato per conversione di un Mk.Va.
- Vedette Mk.VI: un esemplare (c/n 163, matricola G-CYWI) dotato di scafo allungato, metallico, motore Wright J-6 da 300 hp, e alette ipersostentatrici Handley Page sulle ali e abitacolo chiuso.[3] Primo volo 8 maggio 1930 nelle mani del collaudatore E.J. Cooper. Durante il servizio con la RCAF si constatò che il tettuccio dell'abitacolo limitava eccessivamente il campo visivo del pilota, che i portelli di accesso alla cabina di pilotaggio erano suscettibili di danneggiarsi, e quindi fu ripristinato quello aperto.
- Vassal Mk.I: prevista variante dotata di ali con sezione alare Clark Y, serbatoio carburante all'interno dell'ala superiore, e motore Pratt & Whitney Wasp C da 420 hp. Non realizzata.

## Paesi utilizzatori

### Militari
Canada
- Royal Canadian Air Force
  - No.4 Squadron RCAF[3]
  - Seaplane and Bomber Reconnaissance Training School

 Cile
- Fuerza Aérea de Chile
  - Escuadrilla de Anfibios N° 1

### Civili
- Canadian Airways (1 esemplare)
- Fairchild Aerial Surveys (1 esemplare)
- Ontario Provincial Air Service (2 esemplari)
- Provincia del Saskatchewan (5 esemplari)
- Servizio aereo provinciale del Manitoba (7 esemplari)
- Western Canadian Airways Ltd. (2 esemplari)[N 10]

### Annotazioni
1. ↑  Assistito dall'unico esperto locale in realizzazione di aeromobili.
2. ↑  Che venne testato presso il tunnel del vento dell'Università di Toronto.
3. ↑  L'ordine venne emesso in assenza del direttore tecnico della RCAF, Wing Commander E. W. Stedman, che al suo rientro ad Ottawa scoprì che il progetto del Vedette incorporava l'adozione del vecchio profilo alare RAF 15, e non dei nuovi tipi sviluppati negli Stati Uniti d'America. Stedman cercò, senza riuscirci, di far modificare il progetto.
4. ↑  Plenderleith era in forza alla Royal Air Force ed era distaccato presso lo stabilimento Vickers di Weybridge, e fu appositamente inviato dalla casa madre a Montreal, dove arrivò il 3 novembre.
5. ↑  Tali problemi erano legati alla costruzione lignea dello scafo e dei galleggianti che richiedevano una notevole manutenzione.
6. ↑  La successiva commissione d'inchiesta stabilì che il velivolo era entrato in una vite incontrollabile a causa dell'errato peso della zavorra posizionata anteriormente, pari a 20 kg contro i previsti 68.
7. ↑  Si tratta dell'attuale Grupo de Aviación N° 5.
8. ↑  Secondo alcune fonti tutti e sei.
9. ↑  Questo tipo di montanti fu introdotto a partire dal secondo o terzo esemplare.
10. ↑  La Western Canada Airways fu persuasa dal governo ad affittare due Vedette nel 1928 per effettuare missione di pattugliamento a protezione della pesca della costa occidentale del Canada. Messo a confronto con i velivoli Boeing B-1E dotati di motore Wasp che venivano allora utilizzati nei pattugliamenti, la WCA non fu soddisfatta dei Vedette. Dei due aerei uno si schiantò nella nebbia e l'altro venne restituito alla Canadian Vickers dopo una sola stagione di utilizzo.

### Fonti
1. ↑  "Canadian Vickers Vedette." Archiviato il 15 agosto 2011 in Internet Archive. Canadian Historical Aircraft Association. Retrieved: 31 October 2010.
2. ↑  Grey 1928, p. 68c-69c.
3. 1 2 3 4 5 6 7 8 9 10 11  Уголок неба.
4. ↑  Skaarup 2009, p. 102.
5. 1 2 3 4 5 6 7 8 9 10 11 12  1000aircraftphotos.
6. 1 2  Avions Legendaires.
7. 1 2 3 4 5 6 7 8 9 10 11 12  Skaarup 2009, p. 103.